# 다이너마이트 (SMAP의 노래)
〈다이너마이트〉(일본어: ダイナマイト)는 SMAP의 24번째 싱글이다. 1997년 2월 26일에 빅터 엔터테인먼트에서 발매되었다.

## 개요
- SMAP은 이 싱글의 매출로 오리콘 집계에서 모든 싱글 총 매상 매수가 1000만장을 돌파했다.
- 폭약이란 뜻의 "다이너마이트"라는 곡명은 "다이너마이트 같은 여자"를 의미하고, 이 곡은 그런 여성을 애인으로 가진 남성 관점에서 불리고 있다. 가사 표기만 영어 "Dynamite"이다.
- 〈다이나마이트〉는 1997년 8월 6일 발매의 앨범 SMAP 011 스〉, 2001년 3월 23일 발매의 베스트 앨범 〈Smap Vest〉에 다른 버전으로는 2005년 7월 27일 발매의 앨범 〈SAMPLE BANG!〉에 "다이너마이트 (MJ COLE REMIX)"으로 수록되었다.
- 커플링의 〈Fool On The Hill〉은 앨범 미수록.

## 수록곡
1. 다이너마이트(ダイナマイト)
  - 작사 : 모리 히로미 / 작곡·편곡 : 코모리타 미노루
2. Fool On The Hill
  - 작사 : 아이다 타케시 / 작곡 : Face 2 fAKE / 편곡 : CHOKKAKU
3. 다이너마이트 (music track)
4. Fool On The Hill (music track)

## 차트 최고 순위
- 주간 3위 (오리콘)